# عصي الدمع (مسلسل)
عصي الدمع مسلسل سوري اجتماعي، يروي أحداث سورية معاصرة. وهو من تأليف دلع الرحبي ومن إخراج حاتم علي وبطولة جمال سليمان. وشارك في المسلسل كل من: منى واصف، يارا صبري، حاتم علي، سيف الدين سبيعي، خالد تاجا، نادين سلامة، أميمة الطاهر، سليم كلاس، ثناء دبسي، مكسيم خليل، وغيرهم.

## التسمية
أخذ المسلسل اسمه من اسم قصيدة الشاعر أبو فراس الحمداني المشهورة والتي مطلعها:
- "أراكَ عصيَّ الدَّمْعِ شيمَتُكَ الصَّبْرُ.. أما لِلْهَوى نَهْيٌ عليكَ ولا أمْرُ؟".[2]

يناقش المسلسل العديد من المشاكل المعاصرة في الحياة السورية منها القضاء وأحوال المرأة والشرع والحياة الأسرية ومشاكل المراهقين ونظرة الدين والمجتمع للمرأة. وتدور قصص المسلسل حول عوائل سورية من الطبقة المتوسطة والفقيرة، والكشف عن معاناتهم اليومية، بشتى المجالات، إضافة إلى تسليط الضوء على حال النساء في تلك البيئات، وما يعترضهن خلال حياتهن بمختلف أوضاعهن الاجتماعية سواء بالطلاق أو عدم الزواج والبحث عن الذات.

## نبذة عن المسلسل
يتحدث المسلسل عن التحديات التي تواجه المرأة عند عملها في مهن المحاماة والقضاء من خلال شخصية رياض العمري التي تلعبها سلاف فواخرجي. جسد شخصيات المسلسل:
- جمال سليمان
- سلاف فواخرجي
- منى واصف
- جلال شموط
- يارا صبري
- حاتم علي
- زهير عبد الكريم
- سيف الدين سبيعي
- خالد تاجا
- نادين سلامة
- ناندا محمد
- لينا باتع
- أميمة الطاهر
- أمانة والي
- شكران مرتجى
- صباح جزائري
- سليم كلاس
- ثناء دبسي
- عصام عبه جي
- رنا جمول
- محمد خير الجراح
- سلوى جميل
- مكسيم خليل

فريق العمل:
- مدير التصوير والإضاءة: م. أحمد إبراهيم أحمد
- التصوير: سامر الزيات
- مشرف الصوت: محمد علي
- مدير الإنتاج: الهادي قرنيط
- المونتاج: عصام صيداوي
- موسيقى: طاهر مامللي
- مساعد مخرج: علي محي الدين علي
- إنتاج: سورية الدولية للإنتاج الفني
- مخرج منفذ: المثنى صبح
- نص: دلع الرحبي
- إخراج: حاتم علي
- سنة التصوير: 2005 / دمشق - سوريا
- توقيت العرض: رمضان / 2005